# Bent Løfqvist
Bent Løfqvist (26. februar 1936 – 14. april 2022) var en dansk fodboldspiller.
Han spillede i Boldklubben 1913, FC Metz og Odense Boldklub. Han spillede en kamp for Danmarks fodboldlandshold.